# Historisk roman
| Historisk roman |
| --- |
| Ivanhoe räknas ofta som en av de första historiska romanerna. - Betydelse – roman med handlingen placerad i historisk tid, i vår kända värld men med (ofta) påhittade huvudpersoner - Bakgrund – romantiken; Sir Walter Scott populariserade genren - Exempel – Ivanhoe, Krig och fred, Quo vadis? - Att skilja från – klassiker, gamla historiska epos, populär- och historievetenskapliga böcker |

Historisk roman är en roman med historiskt innehåll. Det är en skönlitterär genre med handlingen förlagd till förfluten tid och där den historiska miljön stämmer överens med kända fakta och vedertagna teorier från vetenskapligt håll. Huvudpersonerna är däremot ofta påhittade.
Den historiska romanen ska inte förväxlas med klassiker (till exempel Greven av Monte Cristo, som författades under sin samtid), mycket gamla böcker (som Homeros Iliaden och Odysséen) eller populärvetenskapliga historievetenskapliga böcker (Herman Lindqvists böcker om svensk historia eller Sveriges kungar).
Genren har varit mycket populär sedan romantiken; Walter Scott brukar hållas för den historiska romanens upphovsman. Dock skrev även Madeleine de Scudéry historiska romaner, men deras allegoriska framställningssätt skiljer dem från de moderna romanerna.

## Historiska romaner
Historiska romaner karaktäriseras generellt som fiktiva verk som utspelar sig i det historiska förflutna. En mer exakt uppfattning om vad som karaktäriserar en historisk roman är att den ska vara baserad på historisk forskning och inte på självupplevda händelser, och utspela sig minst femtio år tillbaka tiden.
Handlingen i en historisk roman utgår från den historiska verkligheten med realistiska och trovärdiga detaljer vad gäller historiska fakta, medan händelserna i en historisk roman är fiktion. Historiska romaner kan handla om verkliga historiska personer, som Robert Graves Jag, Claudius, eller vara en blandning av fiktiva och historiska karaktärer. Vanligare är emellertid skildringar av hur påhittade personers liv påverkas av historiska skeenden. Den första historiska romanen var Walter Scotts Waverley (1814) och genren har sedan dess behållit en hög popularitet.
Under 1800-talet hade historiska romaner av författare som Walter Scott, Victor Hugo, William Thackeray, Charles Dickens och Lev Tolstoj en stor popularitet hos publiken samtidigt som de beundrades av litteraturkritiker. Senare började kritiker att se ner på genren på grund av de vanligt förekommande inslagen av romantik och hjältemodiga äventyr. Under 1900-talet utvecklades emellertid den historiska romanen i nya riktningar och många historiska romaner började åter få ett brett kritikererkännande samtidigt som de hade en stor popularitet, ett exempel från senare år är Hilary Mantels Wolf Hall.
I svensk litteratur har den historiska romanen länge varit populär och särskilt sedan 1960-talet har ett stort antal historiska romaner givits ut. Två mycket lästa verk är Vilhelm Mobergs romansvit Utvandrarna (1949-1959) och Per Anders Fogelströms Stadserien (1960-1968). Historiska romaner har även skrivits av nobelpristagarna Eyvind Johnson och Pär Lagerkvist samt av författare som Sven Delblanc, Sara Lidman, Per Olov Enquist, Artur Lundkvist, Vladimir Oravsky, Ola Larsmo och Niklas Rådström.

### Historiska kärleksromaner och historisk romance
Många historiska romaner är även kärleksromaner, vilka oftast har ett lyckligt slut. Det engelska begreppet romance avser, utöver att vara en benämning på genren kärleksromaner, även en litterär form med ursprung i medeltida litteratur som betonar ridderlighet, romantik och äventyr.

### Historiska deckare
Historiska deckare är deckare som utspelar sig i det historiska förflutna. Agatha Christies Slutet blir döden (1944) som utspelar sig i forntida Egypten anses vara den första historiska deckaren. Ellis Peters populariserade från 1970-talet genren med sina medeltidsdeckare om munken broder Cadfael och har fått en lång rad efterföljare. 1980 gjorde den italienske författaren Umberto Eco internationell succé med sin filosofiska medeltidsdeckare Rosens namn.